# Kōichirō Genba
Kōichirō Genba (玄葉 光一郎, Genba Kōichirō, né le 20 mai 1964 dans l'ancien bourg de Funehiki, composante de l'ancien district rural devenu ville de Tamura, dans la préfecture de Fukushima) est un homme politique japonais membre du parti démocrate du Japon (PDJ) puis du Parti démocrate progressiste (PDP) et député à la Chambre des représentants depuis 1993, pour l'ancien 2e district de sa préfecture natale de 1993 à 1996, puis pour le bloc proportionnel du Tōhoku de 1996 à 2000 et enfin pour la 3e circonscription de Fukushima depuis 2000. Membre de la jeune garde hostile à Ichirō Ozawa au sein de son parti, il a pendant longtemps été un cadre de la faction menée par Seiji Maehara, Yukio Edano et Yoshito Sengoku, avant de former en 2011 son propre groupe de pression, qui prend le nom de Comité de recherche « Grand dessein du Japon » (『日本のグランド・デザイン』研究会, "Nihon no gurando-dezain" kenkyūkai). Il est ministre des Affaires étrangères dans le 95e Cabinet du Japon dirigé par Yoshihiko Noda de 2011 à 2012.

## Formation en droit et sciences politiques
Kōichirō Gemba est issu d'une famille de brasseurs de saké, ses deux grands-pères ont été maires : Masakichi Ōgawara l'a été pour le bourg de Kagamiishi (district d'Iwase), tandis qu'Yoshimitsu Genba l'a été pour celui de Funehiki.
Après être sorti du lycée public Asaka de la préfecture de Fukushima, situé dans la ville de Kōriyama, en 1983, il fait ses études à Université Sophia, dans l'arrondissement de Chiyoda à Tōkyō. Il y obtient un Bachelor of Laws (法学士, Hōgakushi) en mars 1987, puis rentre en avril suivant à l'Institut Matsushita de politique et de management. Cette grande école privée est créée en 1980 par le fondateur de Panasonic Konosuke Matsushita afin de préparer les membres de l'élite japonaise (politique, économique, financière, culturelle et intellectuelle) du XXIe siècle à travers des classes restreintes (moins d'une dizaine d'étudiants par promotion) et un enseignement drastique, tant physique qu'intellectuel et psychologique. Cette institution insiste tout particulièrement sur la réduction du poids de l'administration d'État, la nécessité de rendre celui-ci plus transparent et la lutte contre la corruption. Membre de la 8e promotion (1987-1991), il y fréquente notamment trois autres futurs parlementaires démocrates : Seiji Maehara, Kōichirō Katsumata et Hisashi Tokunaga.
Durant ses études, il fait notamment un voyage aux États-Unis, dans l'Arkansas, où il rencontre le gouverneur de l'État de l'époque, Bill Clinton.

## Carrière politique

### Un jeune élu local puis national

#### Conseiller préfectoral
Une fois sorti de l'Institut Matsushita, il entame immédiatement une carrière politique en se présentant pour un siège à l'Assemblée préfectorale de Fukushima, pour le district de Tamura, comme indépendant. Il est élu le 30 avril 1991, à 26 ans, soit le plus jeune âge de l'histoire de l'institution, en obtenant le meilleur score avec 17 236 voix et 34,2 % des suffrages exprimés, arrivant même devant le sortant Matsui, membre pour sa part du Parti libéral-démocrate (PLD), grand parti national de la droite conservatrice libérale, au pouvoir à l'époque sans discontinuer depuis sa création en 1955 et très influent dans les zones rurales comme le district de Tamura. Une fois élu, il adhère au groupe du PLD.

#### L'arrivée à la Diète
Mais il s'oriente rapidement vers la politique nationale, en se portant candidat pour les élections législatives du 18 juillet 1993 dans le 2e district de la préfecture de Fukushima, une circonscription essentiellement rurale, fief de deux poids lourd du PLD, Masayoshi Itō (ancien Premier ministre par intérim et ministre des Affaires étrangères de 1980 à 1981 qui se retire lors de ce scrutin) et Kōzō Watanabe (ancien ministre du Commerce international et du Commerce de 1991 à 1992, une des nombreuses personnalités qui quittent le Parti libéral-démocrate, touché par plusieurs scandales, pour créer un parti réformateur libéral, le Shinseitō). Kōichirō Genba ne souhaite pas porter l'étiquette du parti au pouvoir, relativement impopulaire et dont la gestion ou les scandales contredisent ses propres opinions politiques. Il se présente à nouveau comme indépendant et mène alors campagne en se montrant comme une alternative conservatrice au PLD. Il mêle les techniques apprises à l'Institut Matsushita et typiques de la jeune garde réformiste qui fait son apparition sur la scène politique japonaise au début des années 1990 - à savoir le fait de se construire une image de réformateur jeune et dynamique et de mettre l'accent sur un certain nombre de thèmes précis et détaillés - à des méthodes plus traditionnelles et efficaces en zone rurale, s'appuyant ainsi sur de solides réseaux de notables locaux ou préfectoraux tissés par le biais de l'entreprise familiale (notamment la Chambre de commerce, certains groupes de retraités ou des organisations religieuses qu'il cite après son élection comme l'ayant soutenu informellement, sans investiture officielle toutefois), de son mariage (il est le gendre d'Eisaku Satō, alors gouverneur de la préfecture de Fukushima depuis 1988) et de ses années passées dans le groupe libéral-démocrate de l'Assemblée préfectorale. Il se fait connaître de plus par une intense activité de porte-à-porte, adaptation à une zone rurale des discours en public utilisés massivement par les nouveaux candidats de l'époque dans les circonscriptions urbaines (à l'instar, par exemple, de Seiji Maehara à Kyōto ou Yoshihiko Noda dans la préfecture de Chiba).
Cette adaptation aux réalités politiques locales et ses liens restés fort avec le PLD ou ses réseaux lui permettent d'être élu avec un bon score pour un nouveau venu sans étiquette, obtenant la troisième place pour cinq sièges à pourvoir au vote unique non transférable, soit 55 096 voix et 12,7 % des suffrages exprimés. Il arrive derrière Kōzō Watanabe, grand vainqueur du scrutin, disposant à la fois d'une forte assise personnelle et de sa rupture avec les soubresauts du PLD (97 303 votes, 22,4 %), mais aussi derrière le candidat libéral-démocrate qui prend la relève de Masayoshi Itō, Fumiaki Saitō, un élu préfectoral de longue date (depuis 1979) pour le district de Kawanuma. Il devance les deux autres candidats libéraux-démocrates, tous deux élus : le sortant quinquagénaire Yoshiyuki Hozumi (député depuis 1986, ancien haut fonctionnaire du ministère de l'Agriculture, des Forêts et de la Pêche et originaire du district de Nishishirakawa) et le nouveau candidat trentenaire Hiroyuki Arai (comme Genba, natif du district de Tamura qu'il a représenté à l'Assemblée préfectorale de 1987 à 1990, battu comme candidat indépendant aux législatives de 1990 et devenu célèbre depuis comme animateur d'une émission de radio locale). Outre le district de Tamura, Kōichirō Genba arrive également en tête, par exemple, à Kōriyama, la plus peuplée de la circonscription et fief personnel de son beau-père le gouverneur Eisaku Satō. Après l'élection, il s'inscrit dans la nouvelle majorité « anti-PLD, anti-communiste » formée par sept partis, dont le Parti socialiste japonais (PSJ, opposant traditionnel depuis 1955) et le Shinseitō, mais aussi d'autres formations créées en 1992 ou 1993 par des dissidents du PLD ou des conservateurs réformateurs. Kōichirō Genba finit par adhérer à l'un d'entre eux en décembre 1993, le Nouveau parti pionnier, dit aussi Nouveau parti Sakigake (NPS), créé plus tôt dans l'année par de jeunes membres libéraux-démocrates progressistes qui critiquent ce dernier pour les scandales politico-financiers qui l'ont touché et veulent défendre une certaine morale et une forme d'idéalisme en politique.
Kōichirō Genba reste à l'arrière-garde de ce petit parti de la majorité, qui change d'alliance en juin 1994 pour rejoindre une Grande coalition formée avec le PSJ mais aussi le PLD. Le 11 septembre 1996, alors que des élections législatives se préparent (la Chambre des représentants est finalement dissoute le 27 septembre pour un scrutin se tenant le 20 octobre suivant), il suit deux personnalités montantes de son parti, Yukio Hatoyama et Naoto Kan, pour créer un nouveau mouvement d'opposition à la « Grande coalition », le Parti démocrate du Japon (PDJ) qui souhaite représenter une « troisième voie » sur le modèle du New Labour britannique de Tony Blair ou des New Democrats américains de Bill Clinton. Outre Genba, Hatoyama et Kan, ce nouveau parti recueille la moitié des parlementaires du NPS (en tout, 14 représentants sur 23 et 1 conseiller sur 4), à quoi s'ajoutent également plus du tiers des membres de la Diète du Parti social-démocrate (PSD, nouveau nom depuis janvier 1996 du PSJ : 31 députés sur 61 et 4 élus de la Chambre haute sur 39).

#### Le duel avec Hiroyuki Arai
C'est sous cette nouvelle étiquette que Kōichirō Genba brigue donc un nouveau mandat législatif. Une réforme électorale votée en 1994 a profondément transformé le mode de scrutin : désormais, 300 députés sont élus au scrutin uninominal majoritaire à un tour dans des circonscriptions locales plus petites que les précédents districts, et 200 le sont à la proportionnelle dans des blocs correspondant aux grandes régions du Japon. Il est donc candidat pour sa part aux deux modes de scrutin (comme la plupart des membres du PDJ), et est investi désormais dans le nouveau 3e district de la préfecture de Fukushima, soit la partie sud-est de l'ancien 3e district. Il bénéficie pour cette nouvelle élection du soutien de Kōzō Watanabe et de ses réseaux locaux (pour sa part candidat désormais dans la nouvelle 4e circonscription, Watanabe reçoit en échange dans celle-ci l'aide des soutiens traditionnels de Genba, tous deux siégeant ensemble dans l'opposition, dans des partis différents mais proches idéologiquement), et tend à étendre sa base électorale en créant davantage de comités de soutien (notamment un actif « Comité des fleurs », ou Hana no kai, animé par son épouse Mikiko pour mobiliser en sa faveur le vote féminin). Mais il doit faire à un candidat du PLD, Hiroyuki Arai, qui dispose des mêmes atouts que lui : son jeune âge (un trentenaire ayant 6 ans seulement de plus que Genba), son image de personnalité charismatique et populaire forgée par son passé d'animateur de radio, des réseaux tout aussi solides et amplifiés par ceux d'un parti resté dominant dans la préfecture même lors des législatives de 1993 (alors que le PDJ joue essentiellement sur la popularité nationale de ses dirigeants, Yukio Hatoyama et Naoto Kan, et n'a que peu de relais locaux, surtout dans les circonscriptions rurales). Ils partagent de plus le même « fief », le district de Tamura, dont ils sont tous deux des natifs et d'anciens élus préfectoraux. Ils différent juste sur les thèmes politiques mis en avant : alors que Genba fait campagne pour une forte décentralisation et une réforme administrative donnant plus de responsabilités budgétaires et décisionnelles aux élus locaux, Arai sur les questions de sécurité sociale.
Le score se révèle finalement serré, ce dernier emportant finalement la victoire avec seulement 3 533 votes et 1,8 point d'avance. Kōichirō Genba, bien que battu, a ainsi tout de même mobilisé 88 214 électeurs (44,4 %), et c'est bien le district de Tamura qui semble lui coûter la victoire puisque les suffrages exprimés lui ont, plus largement qu'ailleurs, préféré Hiroyuki Arai. Il est toutefois réélu grâce au scrutin à la proportionnelle dans le bloc du Tōhoku, la liste démocrate dans cette région, menée par l'ancien ministre social-démocrate des Postes et Télécommunications Ichirō Hino, ayant obtenu 513 410 voix, 11,1 % des suffrages et 2 des 16 sièges à pourvoir,.

#### Adhésion à la jeune garde du PDJ
Toujours parlementaire relativement discret durant cette législature, il se rapproche d'autres trentenaires ou quadragénaires issus de l'Institut Matsushita tels que Shigefumi Matsuzawa, Seiji Maehara ou Yoshihiko Noda (ce dernier ayant été battu en 1996), membre d'une génération d'hommes politiques qui partage des convictions politiques réformatrices, libérales sur le plan économique mais aussi une volonté de rajeunir la direction du parti. Leur but est ainsi de ne pas laisser une trop forte mainmise sur le PDJ aux « baby boomers » comme Naoto Kan (tout en restant toutefois plus proche de ce dernier que des autres, en raison de son passé d'activiste étudiant et citoyen et de son image de politique pouvant s'imposer face aux hauts-fonctionnaires) et Yukio Hatoyama ou aux vétérans ayant déjà connu une longue carrière au sein de l'un des deux grands partis du « système 1955 » (le PLD, comme Tsutomu Hata, et le PSJ, comme Takahiro Yokomichi). Ensemble, ils fondent en 1999 un groupe de pression, ou « faction », appelé « Comité des meilleurs amis » (高朋会, Kōhōkai), mené essentiellement par Shigefumi Matsuzawa et Seiji Maehara. Kōichirō Genba est particulièrement proche de ce dernier, son ancien condisciple de l'Institut Matsushita,.

### Arrivée progressive à l'avant-garde démocrate

#### Une assise électorale assurée
Aux élections législatives du 25 juin 2000, Kōichirō Genba se présente à nouveau dans le 3e district de la préfecture de Fukushima. Son adversaire de 1996 et titulaire sortant de la circonscription, Hiroyuki Arai, ne se présente pour sa part qu'au scrutin proportionnel, laissant la place au vote majoritaire à un autre élu libéral-démocrate de l'ancien 2e district de 1993, Yoshiyuki Hozumi (respectant ainsi une stratégie développée au sein du PLD, dite du « Costa Rica », pour éviter des candidatures rivales de deux personnalités du parti partageant la même assise territoriale : une alternance est mise en place, et quand l'un est élu au vote majoritaire, l'autre l'est à la proportionnelle pour échanger leurs places aux prochaines législatives). Ce changement avantage assez nettement Genba : il peut ainsi plus nettement incarner une alternative vis-à-vis d'un Yoshiyuki Hozumi, qui dispose d'une image d'homme politique assez traditionnel plutôt critiquée depuis le début des années 1990, à savoir un ancien haut fonctionnaire, désormais sexagénaire. De plus, s'il avait devancé Arai en 1993, ce dernier avait alors démontré une assise électorale plus importante dans les municipalités qui allaient par la suite constituer la nouvelle 3e circonscription créée en 1996. Et Genba a su entretenir ses réseaux de soutien locaux, qui atteignent quelque 70 000 militants, alors que ceux organisés autour d'Arai depuis 1996 peinent à comprendre la logique de la stratégie du « Costa Rica » et se transformer désormais en groupe de soutiens pour Hozumi, dans une circonscription où les rapports personnels avec le parlementaire sont importants pour les électeurs. Kōichirō Genba bénéficie également d'un nouvel élargissement de sa base, avec une campagne active en sa faveur des syndicats liés à la Confédération des syndicats ouvriers japonais (dite Rengō, la plus puissante organisation salariale du Japon, liée au PDJ depuis 1998). Il met l'accent aussi sur Sukagawa, vue comme un bastion du PLD mais où ni Arai ni Hozumi n'ont de solides attaches personnelles, contrairement à son beau-père le gouverneur Satō et à son épouse Mikiko, qui y est née et qui est très active dans la campagne de son mari dans cette ville (elle y visite quelque 8 000 foyers durant l'année précédant l'élection). Plus généralement, il intensifie sa campagne de terrain, multipliant le porte-à-porte, discours en public, distributions de tracts et les actions pour consolider ses réseaux. Sa victoire est alors assez nette : avec 118 385 votes, il obtient ainsi une majorité absolue (53,8 %) des électeurs qui ont été plus nombreux à se déplacer pour voter qu'en 1996, surtout au sein des jeunes et des urbains plus réceptifs généralement aux discours du PDJ, soit 27 304 votes et 12,4 points de plus que Hozumi, qui décide à cette occasion de se retirer de la politique. Genba retrouve la primauté dans le district de Tamura, où il n'a pas eu la concurrence d'Hiroyuki Arai, mais aussi à Sukagawa, où la campagne de sa femme a porté ses fruits.
Cette circonscription est désormais acquise à Kōichirō Genba, même contre Hiroyuki Arai qu'il bat aussi assez facilement lors des élections législatives du 9 novembre 2003 (110 606 votes et 52 %, soit 16 193 voix et 7,6 points d'avance), et ses victoires par la suite sont encore plus nettes tandis que son rival Hiroyuki Arai s'est tourné vers la chambre haute en 2004. Il réunit ainsi 143 850 suffrages et 68,6 % lors des élections législatives du 11 septembre 2005, dans un contexte national pourtant marqué par une large victoire du PLD, obtenant ainsi plus du double de voix que son unique adversaire, un vice-ministre du gouvernement de Jun'ichirō Koizumi, Susumu Hasumi, un septuagénaire jusqu'ici implanté dans la préfecture de Tochigi. Et, au scrutin du 30 août 2009, marqué par l'arrivée au pouvoir du PDJ, il l'emporte avec 159 826 bulletins et 73,8 % des suffrages, presque le triple cette fois que le score de son unique concurrent, le nouveau candidat libéral-démocrate Masayoshi Yoshino, jusqu'ici député du 5e district de la préfecture de Fukushima. Trois ans plus tard, aux législatives du 16 décembre 2012, malgré la déroute nationale de son parti qui retombe à seulement 57 députés, il conserve 107 737 votes et 62,3 % des suffrages exprimés dans sa circonscription, plus du double une nouvelle fois que la libérale-démocrate Sachiko Kanno. Il en est de même aux élections du 14 décembre 2014, avec 94 462 suffrages et 60 % des voix soit un peu moins du double que son adversaire du PLD, le trentenaire Kentarō Uesugi. Une fois cette assise locale pleinement gagnée, il commence à jouer un rôle plus important au sein du PDJ à partir de 2000.

#### Ministre suivant de la réforme administrative et de la décentralisation
Il est ainsi nommé le 9 septembre 2000 par le président du PDJ Yukio Hatoyama (récemment réélu sans opposition à la tête du parti) au sein du deuxième contre-gouvernement formé par les démocrates, baptisé « Cabinet suivant » ou Next Cabinet (ネクスト・キャビネット, Nekusuto Kyabinetto). Il y est chargé de la réforme administrative, politique et de la décentralisation, puis, à partir du 1er septembre 2001, de la Gestion publique, des Affaires intérieures et des Postes et Télécommunications, ce jusqu'au 30 septembre 2002. Il doit alors contrer successivement le directeur général de l'Agence de Gestion et de Coordination et ministre d'État chargé de la Réforme du gouvernement central du second Cabinet dirigé par Yoshirō Mori, Kunihiro Tsuzuki, du 9 septembre au 5 décembre 2000, puis son successeur Toranosuke Katayama mais aussi le nouveau ministre d'État pour la Réforme règlementaire et administrative, l'ancien Premier ministre Ryūtarō Hashimoto, jusqu'à la fin du même gouvernement le 26 avril 2001. Par la suite, dans la première administration du populaire Jun'ichirō Koizumi, et jusqu'en septembre 2002, son homologue gouvernemental est uniquement Toranosuke Katayama.
Il perd momentanément ce poste de « ministre suivant » à la suite de la campagne pour l'élection interne du président du PDJ du 23 septembre 2002, où il défend l'idée de présenter un candidat de la jeune garde contre le sortant Yukio Hatoyama, qui se représente, contre le secrétaire général (numéro deux) Naoto Kan et contre le chef de file de l'aile gauche sociale-démocrate, Takahiro Yokomichi. Or, les figures de la nouvelle génération, rassemblées dans un premier temps derrière le Secrétaire général du Cabinet suivant Katsuya Okada - certes un ancien membre du PLD mais relativement jeune (50 ans) - jusqu'à ce que celui-ci finisse par décliner l'offre et se range aux côtés de Hatoyama, ne sont pas d'accord sur qui soutenir, ce qui aboutit à une scission du Kōhōkai. Yoshihiko Noda et Seiji Maehara, les deux figures de cette faction, annoncent tous deux le 31 juillet 2002 leurs volontés de se présenter, le premier reprochant surtout au second de ne pas pouvoir rassembler au-delà de la seule « jeune génération » et se voulant également le candidat de l'aile droite, tandis que Maehara maintient une position plus modérée notamment concernant les questions de société ou le nationalisme. Tous deux fondent alors, sur les restes du Kōhōkai, à partir de leurs réseaux de soutiens locaux ou nationaux et de personnalités d'autres origines, leurs propres factions. Ainsi Seiji Maehara crée avec Yukio Edano, qui fut comme lui membre du Nouveau parti du Japon (NPJ) à l'époque de la « coalition anti-PLD, anti-communiste », du Vent démocrate puis du NPS, mais aussi avec Yoshito Sengoku, un quinquagénaire (il a alors 56 ans) et ancien membre du PSJ de tendance sociale-libérale, le « Comité du nuage pur » (凌雲会, Ryōunkai) généralement appelé depuis « groupe Maehara » (前原グループ, Maehara guruppu), « groupe Maehara-Edano » (前原-枝野グループ, Maehara-Edano guruppu) voire quelquefois « groupe Maehara-Edano-Sengoku » (前原-枝野-仙谷グループ, Maehara-Edano-Sengoku guruppu). Kōichirō Genba choisit alors de soutenir son ancien condisciple de l'Institut Matsushita et adhère donc à ce dernier groupe. Mais, rapidement, face à un risque de dispersion des voix, renforcé par l'entrée dans la campagne de deux autres « jeunes » candidats (Shigefumi Matsuzawa et Takashi Kawamura), des discussions sont vite entamées afin de revenir à une candidature unique. Après plusieurs échecs, un « Comité des volontaires pour créer un PDJ de seconde génération » (第二期民主党をつくる有志の会, Dai-ni-ki Minshutō o tsukuru yūshi no kai) est mis en place pour faire le lien entre les factions Noda et Maehara et faire en sorte que celles-ci investissent un candidat commun représentant les intérêts de la « jeune garde » à chaque élection présidentielle. Et c'est finalement Yoshihiko Noda qui est investi le 2 septembre, avec Seiji Maehara en première ligne pour le soutenir et Kōichirō Genba faisant partie de la liste des parlementaires lui apportant leur investiture. Noda se place en troisième position avec 182 votes, derrière Hatoyama (294 voix) et Kan (221 suffrages), qui se qualifient pour un second tour. Yukio Hatoyama est réélu au deuxième tour et ne reconduit pas plusieurs soutiens de Yoshihiko Noda dans leurs positions, mais doit démissionner moins de deux mois et demi plus tard du fait de mauvais résultats lors d'élections partielles et du désaveu du comité directeur qui lui reproche le manque de transparence de son projet d'absorption dans le PDJ d'autres petits partis d'opposition, dont surtout le Parti libéral d'Ichirō Ozawa. Pour l'élection de son successeur, à laquelle ne participent que les seuls parlementaires, les partisans du « PDJ de seconde génération » n'ont pas le temps de choisir une candidature commune et Seiji Maehara ne s'investit officiellement derrière aucun des deux candidats et les membres de sa faction se divisent : Kōichirō Genba fait partie des trois parlementaires du groupe Maehara (dont un autre député et une conseillère) qui se rangent derrière Katsuya Okada par solidarité générationnelle contre Naoto Kan (soutenu pour sa part par Yukio Edano, par exemple).
Devenu président, Naoto Kan redonne le « ministère suivant » de la Gestion publique, des Affaires intérieures, des Postes et Télécommunications dès le 17 décembre 2002 à Kōichirō Genba, qui le reste jusqu'au 19 décembre 2003. Après l'absorption dans le PDJ du Parti libéral d'Ichirō Ozawa le 26 septembre 2003, les membres de la jeune garde de l'aile droite réformatrice (les factions Maehara et Noda mais aussi certaines figures du groupe Hata tels que Katsuya Okada et Shinji Tarutoko) se trouvent un nouveau point commun : leurs oppositions à Ichirō Ozawa. Ils reprochent à ce dernier tant ses méthodes, considérées comme l'archétype même de la manière traditionnelle de faire de la politique (à savoir des réseaux d'influences organisés en coulisse) héritée du « système 1955 » et de l'époque de l'ancien Premier ministre Kakuei Tanaka (qui fut le mentor d'Ozawa), que certaines de ses idées politiques (Ozawa renforce en effet l'aile conservatrice du PDJ et reste notamment en grande partie attaché au maintien d'un certain niveau de dépenses dans le domaine des travaux publics ou des allocations aux agriculteurs afin de soutenir le développement des régions rurales). Kōzō Watanabe, qui est désormais un électron libre de l'opposition tout en ayant beaucoup d'attaches au sein du PDJ (qu'il ne finit par rallier qu'en 2005 pour en devenir l'une des figures morales de l'aile droite du parti et l'autre dirigeant de la faction conservatrice modérée de Tsutomu Hata), et notamment avec Genba depuis 1996, décide de les soutenir afin d'en faire la relève du mouvement et les réunit à partir de 2003 dans un groupe qu'il surnomme les « Sept magistrats (ja) » (七奉行, Nana Bugyō), comprenant non seulement Genba mais aussi Seiji Maehara, Yukio Edano et Yoshito Sengoku, ainsi que Yoshihiko Noda, Katsuya Okada et Shinji Tarutoko (qui finit par se rapprocher d'Ichirō Ozawa).

#### Stratège électoral du parti
Par la suite, Genba, comme une grande partie des partisans de Seiji Maehara, vont devenir les principaux alliés de Katsuya Okada durant sa présidence de mai 2004 à septembre 2005. Il devient au sein de la direction durant cette période le président de la Commission de la stratégie électorale. Il s'attache tout particulièrement à créer des institutions visant à former et aider à s'implanter les futurs candidats à un siège parlementaire, à rajeunir les personnalités investies par le parti et à augmenter le nombre de candidats (notamment en multipliant les partenariats, déjà grandement établis lors des précédentes législatives, avec les autres partis de l'opposition non communiste, tout particulièrement le PSD, mais aussi des personnalités indépendantes dont Kōzō Watanabe). Il joue ainsi un rôle considérable dans la victoire du PDJ lors du renouvellement de la moitié de la Chambre des conseillers du 11 juillet 2004 (si le PLD de Koizumi garde alors la majorité à la chambre haute, c'est grâce à ses bons scores du précédent scrutin de 2001 et à la performance de ses alliés du Kōmeitō, le PDJ devient alors pour la première fois le premier parti du Japon en nombre de voix obtenues aux deux modes de scrutin et en nombre de sièges gagnés). Mais il est aussi aux premières loges de la défaite des élections législatives du 11 septembre 2005 qui, si elles voient la réélection triomphale sur le plan personnel de Genba dans sa circonscription, sont marquées par un recul général des démocrates dans un contexte de véritable plébiscite de la réforme postale proposée (contre beaucoup de membres de son propres camps qui ont alors fait dissidence) par Jun'ichirō Koizumi. Genba n'a pas pu, de plus, contrer l'efficace stratégie électorale mise en place par Koizumi lui-même et son chef de campagne, Toshihiro Nikai, qui a permis au PLD de chasser alors activement sur les terres de l'opposition, à savoir les circonscriptions urbaines, en rajeunissant et féminisant les rangs de ses candidats.
Okada ayant démissionné pour prendre la responsabilité de cet échec, Genba soutient alors Seiji Maehara contre Naoto Kan pour lui succéder : lors d'un vote serré le 17 septembre 2005, qui surprend aussi les commentateurs politiques, c'est Maehara qui l'emporte (avec seulement deux voix d'avance, tandis que 2 bulletins blancs ont été comptés). Celui-ci intègre plusieurs personnalités du « PDJ de seconde génération » dans son exécutif, et confie notamment à Genba le poste de secrétaire général adjoint, placé directement aux côtés du secrétaire général (hiérarchiquement le numéro deux du parti) Yukio Hatoyama (qui a soutenu lui aussi Maehara et qui est nommé à ce poste clé dans un souci d'unité du mouvement). Lorsque l'affaire du « faux email » éclate (le 16 février 2006, un député démocrate, Hisayasu Nagata, déclare lors d'une réunion de la Diète avoir en sa possession un courriel qui prouverait un acte de corruption du fils de Tsutomu Takebe, alors secrétaire général du PLD, qui aurait accepté de l'argent de l'homme d'affaires et ancien candidat libéral-démocrate Takafumi Horie, ce député démocrate est soutenu dans sa démarche par sa hiérarchie mais doit admettre que le courrier en question est un faux dès le 28 février), Kōichirō Gemba se voit confier le 1er mars 2006 par Yukio Hatoyama la présidence d'une commission d'enquête interne au parti, afin de tirer les conclusions de ce fiasco et empêcher toute récidive. Seiji Maehara finit par se retirer de la présidence du parti le 31 mars 2006 et Ichirō Ozawa est élu à sa place, face à Naoto Kan, le 7 avril suivant.

#### Décentralisation, jeunesse et opposition à Ozawa
Ichirō Ozawa propose à Genba de conserver son poste de secrétaire général adjoint dans sa direction, mais ce dernier refuse.
Il reste toutefois un spécialiste des questions de souveraineté régionale et de réforme administrative, devenant en mars 2007 le président de la commission de recherche sur la décentralisation du parti. Il est notamment largement investi dans la rédaction du programme sur ces questions pour les élections législatives de 2009, résumées par le slogan : « Démanteler et réorganiser Kasumigaseki [nom donné à l'administration centrale] et établir une souveraineté régionale ». Kōichirō Genba estime pour sa part que « Kasumigaseki peut être réduit à la moitié de sa taille actuelle » par le biais du renforcement de l'autonomie des pouvoirs régionaux, notamment en abolissant le système des bureaux locaux de ministères centraux, abolir ou réduire la possibilité de Tōkyō de réguler, à travers la législation, le travail des gouvernements locaux ou remplacer les subventions conditionnelles (données par le pouvoir central avec des limites strictes sur leur utilisation, surtout pour les orienter, selon le PDJ, vers le financement des travaux publics) par des sommes versées en bloc que les collectivités locales pourraient utiliser librement. Il dépose d'ailleurs en janvier 2008 une « proposition de loi pour supprimer les subventions conditionnelles ». Il travaille également sur ces questions avec certains parlementaires d'autres partis, y compris de la majorité, devenant en mars 2008 le coprésident d'un sous-comité transpartisan pour la réforme de la décentralisation, aux côtés du libéral-démocrate Yoshihide Suga (qui a été ministre chargé de cette question, entre autres, sous Shinzō Abe de 2006 à 2007).
De plus, le 10 septembre 2007, il est porté à la présidence de la Commission spéciale de la Chambre des représentants chargée des questions liées à l'Enfance et à la Jeunesse. Il le reste pratiquement jusqu'à la fin de cette législature, à savoir jusqu'au 24 décembre 2008.
Mais surtout, il participe à l'opposition longtemps fébrile du « PDJ de seconde génération » à l'encontre d'Ichirō Ozawa. Le 27 juillet 2008, alors que l'élection pour renouveler le mandat de deux ans de ce dernier à la présidence du PDJ doit avoir lieu le 12 septembre suivant, Kōichirō Genba apporte publiquement son soutien à Katsuya Okada comme la « personne qu'il aimerait voir devenir Premier ministre » lors d'une réunion de la fédération démocrate de la préfecture de Fukushima. Celui-ci toutefois coupe court aux rumeurs de sa candidature deux jours plus tard en déclarant n'avoir en vérité pas grand désir de se lancer dans la bataille pour la présidence du parti, et Ichirō Ozawa est finalement reconduit sans opposition. Lorsque le secrétaire en chef de ce dernier est arrêté au début du mois de mars 2009 pour avoir accepté illégalement de l'argent d'un grand groupe de construction, Genba fait partie des plus actifs partisans de sa démission. Ceci fait, il défend la candidature de Katsuya Okada contre le secrétaire général Yukio Hatoyama, qui est vu comme le candidat de la continuité avec Ozawa, à l'élection présidentielle du 16 mai 2009 : c'est le second qui l'emporte pourtant, avec 124 voix contre 95.

### Un poids lourd de la majorité démocrate

#### Président de la commission des Finances
Après la victoire électorale du PDJ aux élections législatives du 30 août 2009, arrivant pour la première fois de son histoire au pouvoir, Kōichirō Genba obtient dans un premier temps la présidence de la commission des affaires financières à la Chambre des représentants, du 18 septembre 2009
au 8 juin 2010. Le 19 novembre 2009, alors que sa commission débat sur le projet de loi de facilitation du financement des PME (finalement adoptée par la Diète le 30 novembre, texte temporaire préparé par Shizuka Kamei qui prévoit surtout le report du remboursement de certains prêts contractés par les PME), il fait l'objet de la première motion de destitution déposée par le PLD et soutenue par d'autres mouvements de l'opposition (le Nouveau Kōmeitō, traditionnel allié des libéraux-démocrates, mais aussi le Parti communiste japonais et Votre Parti), l'accusant d'avoir fait jouer le « rouleau compresseur » (強行採決, Kyōkō Saikatsu) parlementaire (ayant fait voter le texte après avoir refusé des questions supplémentaires de l'opposition). Cette motion est rejetée sans difficulté en séance plénière le jour-même, par 319 voix contre et 145 pour. En mai 2010, il prend également la présidence d'un « Comité de réflexion sur les finances nationales » créé par le Premier ministre Yukio Hatoyama.
Mais Kōichirō Genba reste surtout actif pour limiter l'influence d'Ichirō Ozawa, redevenu en septembre 2009 secrétaire général et surnommé par les médias le « Shōgun de l'ombre », surtout après son implication dans de nouveaux scandales politico-financiers. Il participe également à partir de janvier 2010 à la résurrection du groupe des « Sept magistrats » (七奉行, Nana Bugyō) qui recommence à se réunir dans le but de soutenir la position du Premier ministre Yukio Hatoyama et de faire en sorte que celle-ci ne soit pas déstabilisée par les affaires. Puis il critique fortement Ozawa dans un entretien accordé au mensuel Bungei Shunjū en mars 2010.
Lors de l'élection à la présidence du PDJ du 4 juin 2010 (Yukio Hatoyama, devenu très impopulaire, ayant démissionné après n'avoir pas réussi à satisfaire sa promesse de campagne de faire sortir définitivement les troupes américaines de la base de Futenma hors de la préfecture d'Okinawa), Kōichirō Genba soutient le Vice-Premier ministre et ministre des Finances Naoto Kan contre Shinji Tarutoko (certes un des « Sept magistrats » de la nouvelle génération, mais qui fait figure alors de candidat pro-Ozawa, alors que Kan a appelé publiquement que le « Shōgun de l'ombre » se mette en retrait au moins temporairement). Après la large victoire de Kan, et donc son accession au poste de Premier ministre le 8 juin suivant, Genba devient l'un des cadres de son administration.

#### Président du Comité de recherche politique et ministre de Naoto Kan
Il est ainsi nommé président du Comité de recherche politique (un organe de la direction du parti chargé de l'élaboration du programme et qui avait été supprimé par Hatoyama en septembre 2009 pour symboliser le fait que les grandes décisions politiques n'étaient plus prises en interne mais par le Cabinet, une suppression à laquelle Genba s'était opposée par la suite), ce qui en fait le numéro trois de la hiérarchie du mouvement, après Naoto Kan et le secrétaire général Yukio Edano, autre représentant des « sept magistrats » et de la faction Maehara. Mais il entre aussi dans son Cabinet, en tant que ministre d'État à la Réforme de la Fonction publique, au Nouveau concept du Service public et à l'Égalité sociale et des sexes.
Il s'attache tout d'abord, dans le cadre de sa fonction dans la direction du parti, à réviser le programme électoral des élections législatives de 2009 en vue du renouvellement de la moitié de la Chambre des conseillers du 11 juillet 2010. Il déclare ainsi à ce sujet le 15 juin 2010 : « Il est important de revoir avec flexibilité le manifeste. Nous nous battrons aux élections à la Chambre des conseillers avec un manifeste révisé ». Ce programme électoral est présenté le 17 juin 2010, derrière le slogan « Restaurer un Japon vigoureux » (元気な日本を復活させる, Genki na Nihon o fukkatsu-saseru), et reprend la rhétorique de la « troisième voie » japonaise définie dans le discours de politique générale de Naoto Kan et la « Stratégie de la Nouvelle Croissance » que ce dernier veut concrétiser. Il met l'accent toutefois avant tout sur l'aspect budgétaire (avec pour objectif de diviser par deux le déficit primaire d'ici 2015 et d'arriver à un excédent d'ici 2020) et plus particulièrement sur le lancement d'une « coopération transpartisane » entre la majorité et l'opposition afin de discuter du projet très controversé d'augmentation de la taxe sur la consommation, rompant avec l'engagement de Yukio Hatoyama de ne pas aborder le sujet durant cette législature et prenant un risque en sous-entendant une hausse plutôt impopulaire de cet impôt. Si le programme ne donne pas de calendrier précis pour la mise en place de cette réforme, Koichirō Genba parle d'une application au plus tôt à l'automne 2012. Cette question, qui devient rapidement le thème central de la campagne, ne fait toutefois pas l'unanimité au sein même de la majorité : le Nouveau parti du peuple de Shizuka Kamei se prononce ouvertement contre toute augmentation des impôts (ce qu'il appelle « augmenter le nombre de seaux pour puiser de l'eau dans un puits vide »), tandis que parmi les candidats du PDJ 58 % déclarent qu'augmenter la taxe sur la consommation est « inévitable pour maintenir le système de sécurité sociale » (ils n'étaient que 17 % à penser de même avant le précédent scrutin de 2007). Sur le plan économique, le programme promet de « travailler avec la Banque du Japon » pour lutter contre la déflation, un objectif de 3 % de croissance nominale et de 2 % de croissance réelle en moyenne jusqu'à 2020, la baisse de l'impôt sur les sociétés (dont le taux, à environ 40 % en 2010, contre 33,33 % par exemple en France, 30 % en Allemagne et en moyenne 26 % dans l'ensemble de l'OCDE, est l'un des plus élevés au monde) afin de « maintenir et de renforcer la compétitivité internationale du Japon » en favorisant notamment les investissements étrangers, de faire du Premier ministre et du Cabinet les « vendeurs en chef » des produits japonais afin de promouvoir les exportations en matière d'infrastructures technologiques, la coopération entre les secteurs privés et publics pour les projets à l'étranger dans les secteurs routiers, ferroviaires ou énergétiques, la promotion des « nouvelles industries de croissance » comme les « soins de santé et infirmier, l'agriculture et le logement », le développement économique des régions en créant des « zones économiques spéciales » avec une « rationalisation » des réglementations, de la fiscalité locale et des aides aux entreprises ou encore d'attirer 30 millions de visiteurs dans l'archipel en assouplissant les conditions d'octroi de visa, en promouvant les attractions locales et en créant un système de « vacance locale ». Enfin, en matière de politique sociale, le PDJ, en raison de la situation budgétaire, est forcé de modifier l'une de ses promesses de campagne de 2009, à savoir arriver à une aide de 26 000 yens par enfant scolarisé jusqu'à la fin du collège pour chaque famille. Si le montant de 13 000 yens pour cette allocation mis en place en avril 2010 est maintenu, l'objectif de le doubler pour l'année fiscale de 2011 est revu, ou tout du moins transformé sous une autre forme. Ainsi, plutôt qu'une hausse en espèce, les 13 000 yens supplémentaires par enfant doit être mis en œuvre indirectement par le biais de l'amélioration des services publics de garde d'enfants (avec une augmentation du nombre de travailleurs dans le domaine de la puériculture et une baisse des frais d'inscription en garderie), une réduction des frais médicaux pour les enfants ou encore une aide à la vaccination. De plus, une condition de résidence est mise en place (l'aide sera versée uniquement pour les enfants résidant au Japon à compter de 2010),.
Le PDJ réalise une contre-performance lors du scrutin. Bien qu'il reste le premier parti du Japon en nombre de voix (39 % des suffrages au vote unique non transférable contre 33,4 % au PLD, et 31,6 % contre 24,1 % à la proportionnelle), il n'obtient que 44 des 121 sièges à pourvoir, soit dix de moins que l'objectif fixé. Les libéraux-démocrates remportent d'ailleurs plus d'élus (51) tandis que la coalition gouvernementale perd la majorité à la Chambre des conseillers (avec 110 sièges sur 242). Face à une Diète désormais divisée, Genba appelle dès août 2010 à mener des discussions avec l'opposition pour faire passer certains textes, à savoir en ce qui le concerne un projet de loi de réforme du service public, prévoyant surtout de réduire de 20 % les coûts de personnel de la fonction publique (1,1 billions de yens) notamment en réduisant le nombre de fonctionnaires et en limitant les embauches. En tant que ministre à l'égalité des sexes, il met en avant l'amélioration des conditions de travail pour les femmes comme un moyen de compenser la baisse de la population active et les difficultés économiques du Japon. Il déclare ainsi : « Le problème est que beaucoup de femmes voulant travailler ne peuvent pas trouver d'emplois. Il y a aussi une tendance pour les Nations avec des taux d'emploi pour les femmes plus élevés d'avoir également de forts taux de croissance économique. Voilà quelques-uns des thèmes que le PDJ aimerait développer ».
Une nouvelle élection à la présidence du PDJ a lieu le 14 septembre 2010 (Kan n'avait été élu en juin précédent, comme Yukio Hatoyama avant lui, que pour terminer le mandat de deux ans commencé en septembre 2008 par Ichirō Ozawa). Il se transforme en véritable confrontation entre Naoto Kan, soutenu par la jeune garde (et donc par Kōichirō Genba, un des cadres de sa campagne) et l'aile droite, favorable à une révision pragmatique des promesses de 2009, et Ichirō Ozawa, défendu par l'aile gauche et certains vétérans (dont Yukio Hatoyama ou Tsutomu Hata), partisan d'un respect à la lettre du programme des précédentes législatives. Cela se solde par la victoire du premier. Genba conserve alors le cumul de la présidence du Comité de recherche politique du parti et de membre du gouvernement Kan, obtenant lors du remaniement du 17 septembre 2009 la charge de l'Unité des politiques nationales (créée à la suite de l'arrivée au pouvoir des démocrates, réunissant des cadres des secteurs publics et privés, dans le but de coordonner et de contrôler les actions des administrations ministérielles, notamment dans le processus de compilation budgétaire, mais dont Naoto Kan a renoncé à la transformer en un réel département ministériel doté d'un pouvoir décisionnel ou d'une autorité pour faire des ajustements parmi les ministères, mais en a fait plutôt un Brain Trust pour le Premier ministre). Il devient ainsi l'une des personnalités en première ligne pour la planification de l'action gouvernementale et du budget, aux côtés du Premier ministre Naoto Kan, du Secrétaire général du Cabinet Yoshito Sengoku et du ministre des Finances Yoshihiko Noda. Il garde dans le même temps le portefeuille du « Nouveau concept du service public », mais abandonne la Réforme de la Fonction publique à Renhō et l'Égalité sociale et des sexes à Tomiko Okazaki. Puis, le 14 janvier 2011, il ajoute à ses attributions la Politique scientifique et technologique ainsi que la Politique spatiale.
Il est d'abord surtout chargé de préparer en novembre 2010 la « Politique fondamentale pour des partenariats économiques complets ». Il milite activement afin d'obtenir que le Premier ministre ait le champ libre pour discuter des accords commerciaux tant bilatéraux que multilatéraux (et ainsi permettre de concrétiser la volonté de Naoto Kan, partagée par Genba, de faire que le Japon rejoigne les négociations de l'Accord de Partenariat Trans-Pacifique, dit TPP, visant à créer un marché commun intégré autour de l'océan Pacifique, et ce dès le sommet de l'APEC organisé à Yokohama du 7 au 14 novembre 2010, projet critiqué par certains hommes politiques japonais, y compris au PDJ, car risquant de déstabiliser l'agriculture nippone). Face à la forte opposition interne, il ne réussit pas à obtenir gain de cause. Ainsi, lorsque la  « Politique fondamentale » est finalement présentée par le gouvernement le 9 novembre 2010, si elle soutient activement la politique de Kan de renforcer et multiplier les accords bilatéraux, la phrase concernant la marge de manœuvre laissée au gouvernement pour le TPP, qui devait initialement être, selon le projet soumis par Genba, « avec l'objectif de participer aux négociations », est remplacée par la seule possibilité d'utiliser le sommet de l'APEC pour « collecter des informations » et « commencer des consultations avec les pays du TPP ». Le fait de rejoindre ou non ces négociations n'est donc pas tranché à cette occasion. Par la suite, Genba défend un compromis qui prévoirait de signer d'abord bilatéralement des accords de partenariat économique, puis le TPP, avant de déclarer à la fin du mois de février 2011 que le gouvernement mettrait davantage l'accent sur des accords bilatéraux car il est plus facile d'y inclure un certain nombre de dérogations, contrairement au TPP.
Il est également l'un des cadres de l'équipe de réflexion sur la réforme fiscale pour l'année 2011 formée par Naoto Kan dès son arrivée au pouvoir en juin, aux côtés notamment du ministre des Finances Yoshihiko Noda. Leur plan est approuvé officiellement par le Premier ministre et présenté au public le 13 décembre 2010. La mesure phare est alors la réduction du taux de l'impôt sur les sociétés de 40,69 % (soit le niveau le plus élevé parmi les OCDE) à environ 35,5 % (soit une baisse de 4 points et demi au niveau de la fiscalité nationale et d'un demi point pour les impôts locaux). De plus, le taux réduit de cet impôt pour les PME doit être ramené de 18 à 15 %. Les buts de cette mesure sont surtout de lutter contre la déflation, de promouvoir la croissance économique en soutenant l'investissement intérieur et d'améliorer la situation de l'emploi. Pour contrer le manque à gagner en revenus fiscaux généré (estimé à une hauteur de 1,5 billions de yens), le gouvernement espère sécuriser 650 milliards de yens par le biais de négociations entre le METI et les entreprises sur la révision de niches fiscales, et 260 milliards de yens par l'augmentation des droits de succession. Le PSD et le NPP, dont le PDJ aura besoin pour faire passer sa réforme au sein d'une Diète divisée, ont exprimé leur opposition à la baisse de l'impôt sur les sociétés. Les autres mesures de cette réforme incluent l'introduction d'une taxe environnementale par le biais d'une augmentation progressive sur quatre ans des prix des énergies fossiles à partir d'octobre 2011 (devant passé par exemple pour le pétrole brut et autres produits pétroliers de 2 040 à 2 800 yens le kilolitre d'ici à avril 2015, ce qui rapporterait à l'État 35 milliards de yens dès la première année et à terme 240 milliards, tout en diminuant de 26 000 à 18 000 yens le kilolitre la taxe sur l'essence des avions afin de soutenir les compagnies aériennes en crise) et une plus forte taxation des plus fortunés (en plafonnant les déductions fiscales à l'impôt sur le revenu à 2,45 millions de yens pour ceux gagnant à l'année plus de 15 millions de yens, et à 1,25 million de yens pour les dirigeants d'entreprises remportant annuellement plus de 40 millions de yens, constituant 120 milliards de yens de revenus supplémentaires par an pour l'État). Le projet prévoit également d'accélérer la réflexion pour une révision plus vaste du système fiscal, et notamment sur le problème de la taxe à la consommation.
Après le séisme de 2011 de la côte Pacifique du Tōhoku du 11 mars 2011 et ses conséquences (le tsunami et l'accident nucléaire de Fukushima), il est chargé de négocier avec l'opposition pour organiser la politique de reconstruction. Ainsi, le 29 avril 2011, il signe avec son homologue du PLD Shigeru Ishiba et celui du Nouveau Kōmeitō Keiichi Ishii un accord tripartite sur le premier budget supplémentaire pour l'année fiscale 2011. Il prévoit notamment de « considérer avec urgence » une réduction des dépenses de l'État passant par une « révision » de certains projets du gouvernement démocrate (à savoir sur l'allocation pour l'éducation des enfants, la gratuité des péages autoroutiers ou la réduction de l'impôt sur les sociétés), la possibilité d'émettre des obligations d'État spécialement dédiées à la reconstruction et une accélération du projet de réforme fiscale et de la sécurité sociale (comprenant une hausse de la taxe sur la consommation) lancé au début de l'année 2011 par le gouvernement Kan. La question de réviser la position de la majorité sur l'allocation pour l'éducation des enfants lui est laissée par le secrétaire général du PDJ de l'époque, Katsuya Okada. Un autre accord est signé entre les mêmes personnages ainsi que les secrétaires généraux des trois partis (Katsuya Okada, Nobuteru Ishihara et Yoshihisa Inōe) le 4 août 2011, actant définitivement l'abandon du projet de doubler l'allocation pour l'éducation des enfants lors de l'année fiscale 2012.
Il s'occupe de plus des questions nucléaires, en tant que ministre de la Politique scientifique et technologique et parlementaire de la préfecture de Fukushima. Ainsi, dès le 22 avril 2011, il s'exprime en faveur d'une révision de la stratégie d'exportation de centrales nucléaires, notamment dans le but de suspendre ces exportations le temps de mener les investigations nécessaires (le gouvernement décide toutefois le 10 août 2011 de continuer d'exporter). À partir du 22 juin 2011, il est chargé par Naoto Kan de diriger le « Conseil de l'énergie et de l'environnement » qui doit préparer en un an un plan gouvernemental de réforme du secteur de l'énergie, notamment de réduction de l'utilisation du nucléaire civile et d'augmentation de celle des énergies renouvelables. Genba affirme vouloir mener une « discussion nationale » et que « notre position fondamentale est de réduire [l'énergie nucléaire] tout en augmentant fortement sa sureté »,.
Mais il se positionne également de plus en plus comme un potentiel futur candidat au poste de Premier ministre, alors que de plus en plus de pressions s'exercent sur Naoto Kan pour démissionner,. Le 9 mars 2011, il crée sa propre faction, baptisée « Comité de recherche "Grand dessein du Japon" » (『日本のグランド・デザイン』研究会, "Nihon no gurando-dezain" kenkyūkai). Outre lui-même, elle regroupe 21 parlementaires de la jeune garde (15 autres députés dont deux sexagénaires mais élus uniquement depuis 2003 ou depuis 2009, deux quinquagénaires élus depuis 2000 et un depuis 2009, huit quadragénaires effectuant leur premier ou deuxième mandat et deux trentenaires élus en 2009 ; 6 conseillers dont un quinquagénaire élu depuis 2001, à savoir Tatsuo Hirano, une autre depuis 2007 et un autre depuis 2010, trois quadragénaires dont un élu depuis 2004, une depuis 2007 et un autre depuis 2010), venant autant des deux autres groupes du « PDJ de deuxième génération » (ceux de Maehara et de Noda) que des factions plus importantes de Naoto Kan voire d'Ichirō Ozawa. Il ne se présente toutefois pas à l'élection chargée le 29 août 2011 de trouver un successeur à Kan, qui a annoncé sa démission trois jours auparavant, en raison de son faible score dans les sondages (1,3 % des personnes interrogées par Kyodo News le préfèrent comme futur Premier ministre, loin derrière les 21,2 % de Seiji Maehara, les 15,8 % de Katsuya Okada et les 15,6 % de Yukio Edano), de son implication dans la direction sortante dont il est l'un des cadres principaux et du risque de division du « PDJ de deuxième génération » puisque Seiji Maehara et Yoshihiko Noda se sont tous deux portés candidats. Kōichirō Genba préfère soutenir Yoshihiko Noda, qui arrive deuxième au premier tour parmi cinq candidats avec 102 voix de parlementaires sur 395 (derrière les 143 obtenus par le candidat du camp Ozawa-Hatoyama, le ministre de l'Économie, du Commerce et de l'Industrie, Banri Kaieda) mais est élu au second tour par 215 votes contre 177.

#### Ministre des Affaires étrangères de Noda

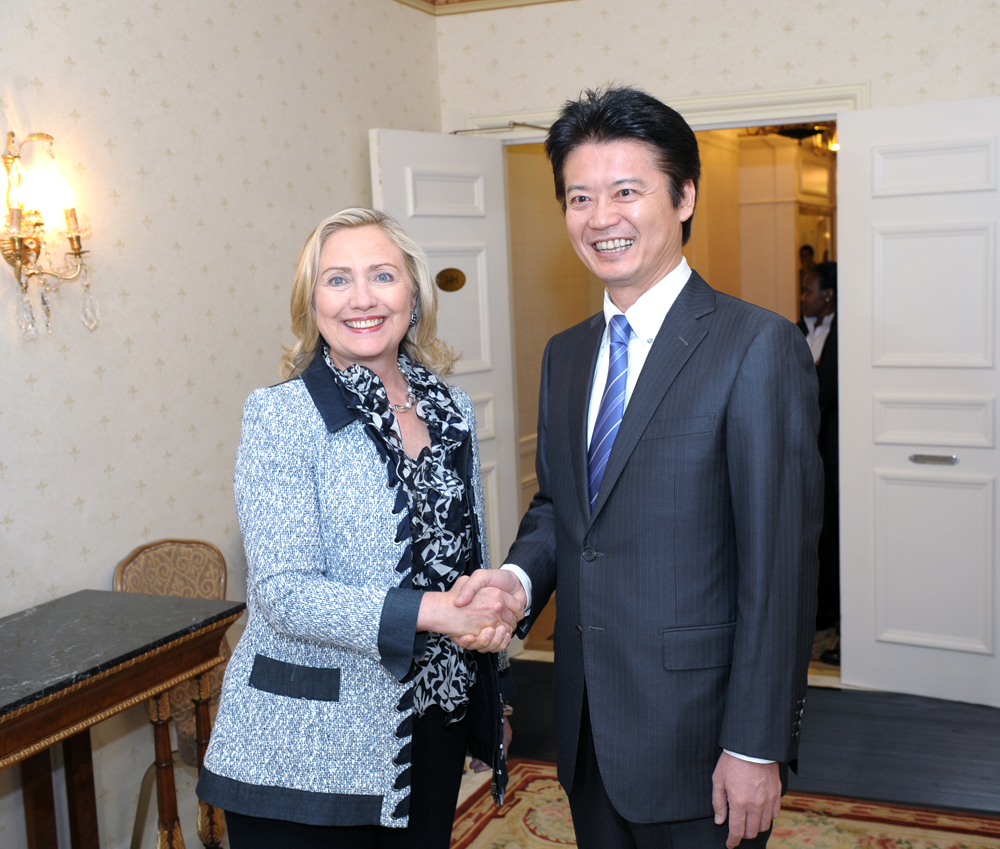
Kōichirō Genba et la secrétaire d'État des États-Unis Hillary Clinton à New York le 19 septembre 2011

Devenu Premier ministre le 2 septembre 2011, Yoshihiko Noda nomme Kōichirō Genba au poste de ministre des Affaires étrangères. À 47 ans, il est le plus jeune titulaire de ce portefeuille depuis 1945, battant alors le record établi l'année précédente par Seiji Maehara à 48 ans. Il abandonne la présidence du Comité de recherche politique à Seiji Maehara, les ministères de la Stratégie nationale, de la Politique scientifique et technologique et de la Politique spatiale à Motohisa Furukawa et le « Nouveau concept de service public » à Renhō. Un autre membre de sa faction, Tatsuo Hirano, se voit lui aussi confier une place au sein du Cabinet, en tant que ministre d'État à la Gestion des catastrophes et à la Reconstruction après le séisme du Grand Est.
Lors de sa première conférence de presse au ministère des Affaires étrangères, il définit la diplomatie comme la « maximisation de nos intérêts nationaux », ce qui passe, selon lui, par « une pensée stratégique » et « un esprit rationnel ». Il affirme vouloir établir un « style Genba » sur le plan diplomatique qu'il appuie essentiellement sur le fait d'« obtenir des résultats » plutôt que de se contenter « de s'exprimer fortement » sur un certain nombre de principes. Il décline sa « stratégie » ainsi : « D'abord, nous devons avoir en main une compréhension correcte de la situation. Ensuite, nous devons définir les intérêts nationaux vitaux que nous devons protéger, et aboutir à une combinaison rationnelle de mesures, appliquant ce processus à travers une batterie de mesures ». Il résume sa propre vision des intérêts nationaux en trois mots empruntés à un passage des Entretiens de Confucius : « Militaires, vivres et confiance », en associant le premier à « la défense, ou la diplomatie et la sécurité du Japon », le deuxième à « la prospérité, pour laquelle il existe des mesures variées, telles que la réforme de la sécurité sociale et des impôts » ainsi qu'à « la diplomatie économique » et le troisième à « la transmission de valeurs », affirmant sur ce dernier sujet « vouloir travailler avec l'Unité de la Stratégie nationale et les autres agences afin de diffuser non seulement la culture mais aussi les valeurs qui transcendent le concept du Cool Japan ». Il dit de plus vouloir définir clairement la répartition des rôles entre les dirigeants politiques et les officiels gouvernementaux, les premiers étant « chargés de prendre les initiatives dans l'élaboration des politiques ou la détermination des contours d'une politique » tandis que les seconds le sont « pour les soutenir fermement d'un point de vue professionnel, technique et neutre ». Enfin, il cite les neuf objectifs que lui a fixés le Premier ministre : « faire des efforts pour une émission effective d'informations à l'étranger sur le redressement et la réhabilitation du Japon afin de réaliser un retour ouvert au monde », « approfondir l'alliance nippo-américaine dans une forme adaptée au XXIe siècle » et tout particulièrement concernant le sujet sensible de « l'allégement du fardeau des bases militaires de Futenma et de la préfecture d'Okinawa », « rechercher la coopération et la collaboration avec les pays voisins tels que la Chine, la Corée du Sud et la Russie sur la base de fortes relations nippo-américaines » ainsi que de « renforcer les relations avec l'ASEAN, l'Australie ou l'Inde, entre autres », « rechercher sans réserve le développement de mesures pour une réalisation d'accord de partenariats économiques ou de libre-échange à un haut niveau » et également de « déterminer le moment d'une rapide participation aux négociations du TPP après une étude complète », « s'occuper résolument de l'établissement d'un certain nombre de dossiers tels que le désarmement nucléaire, l'élimination d'armes nucléaires et les activités de maintien de la paix sous le couvert de la coopération internationale et des Nations unies », « faire des efforts considérables pour arriver à des résultats concernant la Corée du Nord, notamment les questions nucléaires, des missiles et des enlèvements », « fournir une assistance de reconstruction à l'Afghanistan et une aide aux pays voisins pour éliminer la menace du terrorisme », « faire tous les efforts pour protéger les citoyens japonais et répondre de manière appropriée aux changements dans le secteur de l'énergie » et « promouvoir des mesures interministérielles contre le réchauffement planétaire […] afin que le Japon puis jouer un rôle de meneur internationalement ». Il précise toutefois qu'il doit alors surtout s'attacher aux relations avec les États-Unis et la république populaire de Chine (parlant de « pierre angulaire nippo-américaine et d'entente sino-japonaise », cette dernière « entente » étant définie dans le sens d'« échange en coopération »).

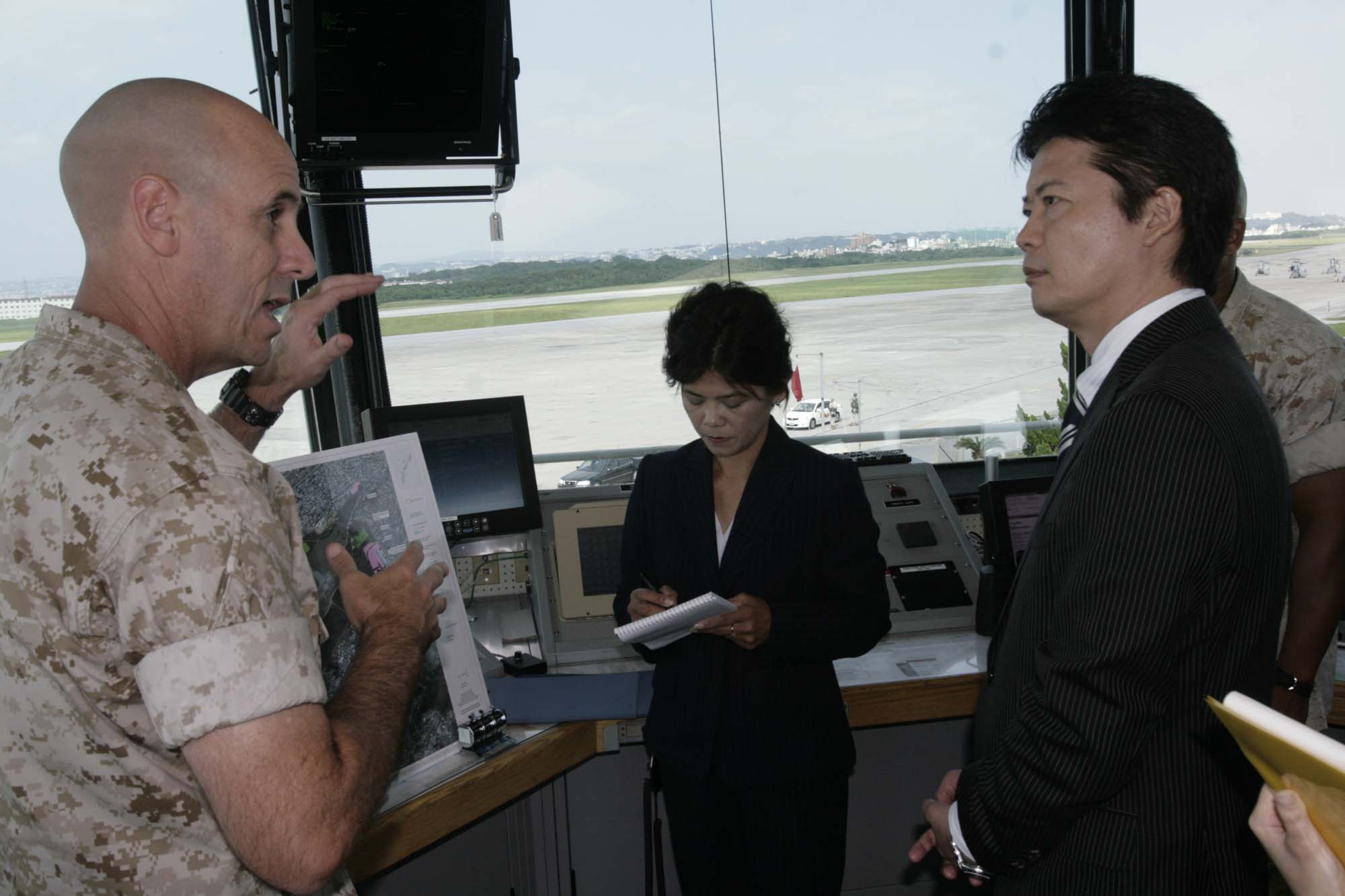
Kōichirō Genba visite la base américaine de Futenma sur l'île d'Okinawa le 19 octobre 2011.

Il se concentre avant tout sur les relations avec Washington. Il réserve sa première visite officielle à l'étranger à New York du 19 au 24 septembre 2011. Concernant le dossier de la base militaire de Futenma, il réaffirme, lors de son premier entretien avec son homologue américaine Hillary Clinton à New York le 19 septembre 2011, l'attachement du gouvernement japonais au plan de 2006 revu en 2010 qui prévoit le rapatriement d'une partie des marines de Futenma vers Guam et le déménagement des autres et des installations militaires vers un autre site, moins urbanisé, de l'île d'Okinawa, dans la baie de Henoko à Nago. Il affirme sur ce projet de déménagement : « Nous sommes volontaires pour le mettre en place résolument sur la base de l'accord nippo-américain. Néanmoins, la situation dans la préfecture d'Okinawa est extrêmement tendue. J'aimerais demander plus d'effort et de coopération pour la réduction de son fardeau ». Sur le sujet des contreparties de cette présence américaine au Japon, cause d'une certaine impopularité voire d'antiaméricanisme, Kōichirō Genba annonce le 24 novembre 2011 que les gouvernements japonais et américains sont arrivés à un accord permettant au Japon d'exercer son pouvoir juridictionnel pour certains crimes ou accidents commis dans l'archipel par des employés civils de l'armée américaine en service. Jusqu'à présent, selon l'accord nippo-américain sur le statut des forces (SOFA), le personnel tant civil que militaire reconnu comme étant « en service » sur le sol japonais échappait, selon le principe de l'extraterritorialité, au contrôle des autorités japonaises et relevait en priorité de la juridiction américaine qui, dans bien des cas, les protégeait de toute poursuite au Japon en cas de crime ou délit commis (notamment par le biais de la loi sur la juridiction extraterritoriale militaire de 2000). Si l'accord de 2012 ne remet pas en cause la primauté de la juridiction américaine, il prévoit que si des employés civils de l'armée américaine « en service » au Japon commettent des crimes ou soient responsables d'accident, et qu'ils ne sont pas poursuivis par les autorités américaines, le gouvernement japonais peut demander aux États-Unis de lui reconnaître la possibilité d'exercer son pouvoir judiciaire sur ce cas. Il appelle tout particulièrement à ce que le gouvernement américain donne une « considération favorable » à cette demande (sans imposer explicitement qu'elle soit forcément acceptée alors) si elle implique la mort ou des blessures mortelles infligées à des Japonais. Cet accord a été précipité par un incident survenu le 12 janvier 2011, lors duquel un jeune habitant de la préfecture d'Okinawa de 19 ans, Koki Yogi, fut tué dans un accident de la route causé par un civil américain « en service » dans la ville d'Okinawa. Celui-ci n'avait alors été puni par l'armée américaine que par une suspension de permis de conduire de cinq ans. Un représentant d'un groupe de soutien à la famille de la victime a qualifié cet accord de « premier pas dans la bonne direction », tout en reconnaissant qu'« à moins que le SOFA ne soit révisé, nous ne serons pas capables de protéger nos droits et nos vies ». À la Diète, le conseiller communiste Satoshi Inōe a critiqué cette avancée, déclarant : « Dans l'accord, les crimes pour lesquels le Japon peut exercer sa juridiction sont extrêmement limités et l'exercice du pouvoir judiciaire dépend de "considérations favorables" de la part des États-Unis. Ce n'est en aucune manière une résolution fondamentale sur la question ».
De plus, il obtient également le 8 février 2012 une révision de l'accord de 2006 : alors que celui-ci faisait de la possibilité de déménager au site de Henoko une précondition à tout rapatriement des 8 000 à 9 000 des 19 000 marines d'Okinawa à Guam (et donc à la rétrocession au Japon des terres au sud de la Kadena Air Base correspondant à Futenma), les réalisations de ces deux projets sont désormais dissociées. Selon Genba : « Nous avons décidé de réduire le fardeau d'Okinawa autant que possible plutôt que de rester coincés dans une impasse en adhérant au précédent projet. L'Amérique est aussi engagée, mais le Japon doit prendre l'initiative pour résoudre ce problème ». Le gouvernement espère ainsi que, une fois le rapatriement des marines commencé et les installations de Futenma rétrocédées au Japon (ce qui constitue un cinquième des terres d'Okinawa), cela démontrerait à la population de la préfecture un progrès tangible dans la réduction de la présence américaine et diminuerait ainsi l'opposition au développement de la nouvelle base à Henoko. Dans le même temps, les deux partis s'accordent sur la nécessité de mener des réparations pour sécuriser le site de Futenma avant toute concrétisation du déménagement. Le nouvel accord, remplaçant ceux de 2006 et 2010, est finalement signé le 26 avril 2012 par Genba, son collègue de la Défense Naoki Tanaka et leurs homologues américains Hillary Clinton et Leon Panetta. Reprenant les bases du projet de février 2012 (à savoir la dissociation des questions du redéploiement des forces et du déménagement des installations), il prévoît que 9 000 marines soient enlevés d'Okinawa, pour ne laisser sur l'île que 10 000 autres marines, pour Guam (pour entre 4 700 et 5 000 d'entre eux) ou d'autres implantations américaines de la région (surtout Hawaï mais aussi pour faire partie d'une rotation en Australie ou ailleurs). Si aucun calendrier officiel de redéploiement n'est donné, il est indiqué qu'il aura lieu « dès que des installations appropriées seront capables de les recevoir » à Guam ou ailleurs. De plus, une rétrocession en plusieurs phases au Japon de certaines parcelles utilisées par l'armée américaine à Okinawa est prévue par cet accord. Le coût total de l'opération est estimé à 8,6 milliards de dollars américains, dont un peu plus du tiers (3,1 milliards de dollars) pris en charge par Tōkyō. Rappelant la volonté de son gouvernement de « réduire le fardeau d'Okinawa », Genba estime que « nous avons fait quelques progrès et que ce plan offre des actions spécifiques et prospectives ». 

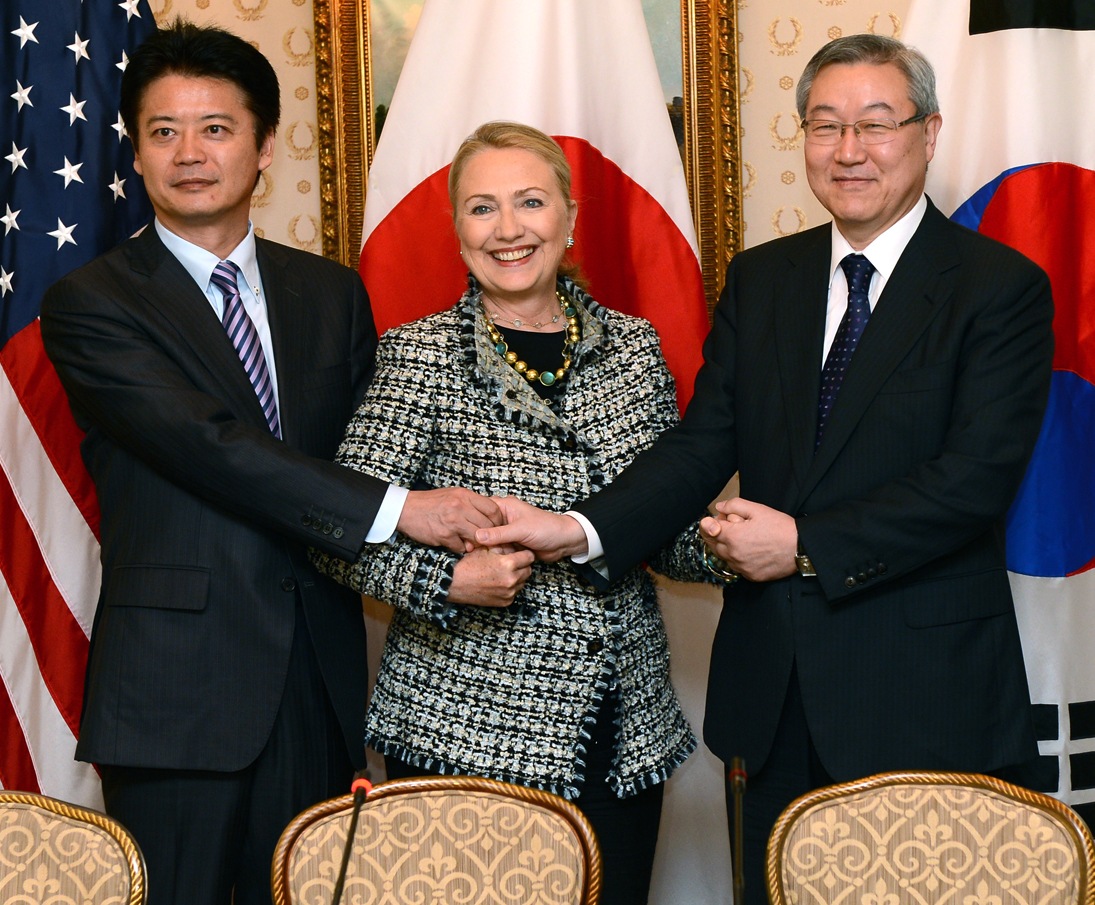
Kōichirō Genba avec ses homologues américains, Hillary Clinton, et sud-coréens, Kim Sung-hwan, lors la réunion trilatérale États-Unis - Japon - Corée du Sud à l'Assemblée générale des Nations unies à New York, le 28 septembre 2012.

Concernant la Corée du Sud, il se montre sceptique quant au rapprochement initié depuis 2010 par Naoto Kan et son prédécesseur au ministère des Affaires étrangères Seiji Maehara. Déjà, à la suite du discours de Naoto Kan le 10 août 2010 lors des manifestations liées au centenaire du traité d'annexion de la Corée de 1910, dans lequel le Premier ministre exprimait « de profonds regrets au sujet des souffrances infligées » par la colonisation japonaise dans la péninsule coréenne, apportait des excuses officielles et annonçait le transfert au gouvernement sud-coréen de pièces de musées réclamées par ce dernier et pillées durant les 35 ans de domination nippone, Genba avait appelé à la précaution et affirmé que cette « déclaration Kan » ne devrait pas soulever de quelconques questions de réparations ou de compensations (qui pour lui ont été réglées par le traité nippo-sud-coréen du 22 juin 1965). Il s'oppose toutefois, concernant les femmes de réconfort (un des sujets principaux de tension avec la Corée du Sud), à toute révision de la « déclaration de Kōno » de 1993, dont il s'estime l'héritier. Et dans une réponse à une question posée par la conseillère libérale-démocrate Eriko Yamatani sur le sujet, s'il reconnait qu'« aucune évidence a émergé », il affirme que « la déclaration de Kōno dit que des affaires ont été sous-traitées par les militaires pour recruter des femmes de réconfort, et c'est principalement ce qui s'est passé, mais il y a eu de nombreux cas dans lesquels les femmes ont été rassemblées contre leur volonté, par cajolerie ou coercition ».
Quoi qu'il en soit, s'il intervient relativement peu sur le dossier des îles Senkaku (pour l'essentiel directement pris en main par le Kantei), il est chargé de s'occuper du conflit territorial principal opposant Séoul à Tōkyō, celui des rochers Liancourt. De légères tensions avaient déjà été mises au jour lorsque Lee Myung-bak, devant l'opposition de l'opinion publique sud-coréenne, avait renoncé à signer l'accord de sécurité générale sur les informations militaires qui devait avoir lieu en juin 2012. Mais le virage se fait surtout à la suite de la visite le 10 août 2012 de Lee Myung-bak sur les rochers Liancourt, archipel contrôlé par la Corée du Sud sous le nom de Dokdo mais revendiqué par le Japon avec l'appellation de Takeshima, marquant ainsi le premier déplacement d'un président sud-coréen dans ces îles à la souveraineté contestée. Yoshihiko Noda qualifie cette action de « totalement inacceptable », rappelle temporairement son ambassadeur à Séoul, mais c'est surtout Kōichirō Genba qui hérite bientôt du dossier. Dès le lendemain, il indique qu'il souhaite porter l'affaire devant la Cour internationale de justice. Plus tard, le 14 août, le président Lee confirme le nouveau durcissement de sa politique à l'égard du Japon en appelant l'empereur japonais à formuler des « sincères excuses » au peuple coréen pour les crimes de l'occupation nipponne s'il voulait visiter à nouveau la Corée du Sud, jugeant les « profonds regrets » exprimés officiellement par le souverain en 1990 comme insuffisants. Le 17 août, Yoshihiko Noda envoie par voie diplomatique une lettre à Lee Myung-bak dans lequel il juge « regrettables » aussi bien sa visite sur les rochers Liancourt que ses propos sur l'empereur. Genba annonce également l'annulation d'un sommet bilatéral des ministres des Finances des deux pays qui devaient avoir lieu le 24 août 2012 en Corée du Sud tandis que le ministre Jun Azumi dit vouloir reconsidérer l'accord d'octobre 2011 sur le swap de devises en représailles. C'est également Genba qui est chargé d'émettre les seules protestations officielles émises par le Japon contre la visite de Dmitri Medvedev (ancien président russe devenu Premier ministre) le 3 juillet 2012, pour la deuxième fois en deux ans, dans les îles Kouriles du Sud, revendiquées par le Japon sous le nom de « Territoires du Nord ». Il déclare à ce sujet : « La visite de Medvedev à Kounachir ressemble à un seau d'eau froide versé dans nos relations », mais aucune mesure n'est prise contre Moscou.
Plus généralement, il s'est toujours montré partisan d'une révision de l'interprétation officielle faite par le Bureau de législation du Cabinet concernant l'article 9 de la constitution japonaise, afin de reconnaître le droit à l'auto-défense collective.